# Borovo (Unternehmen)

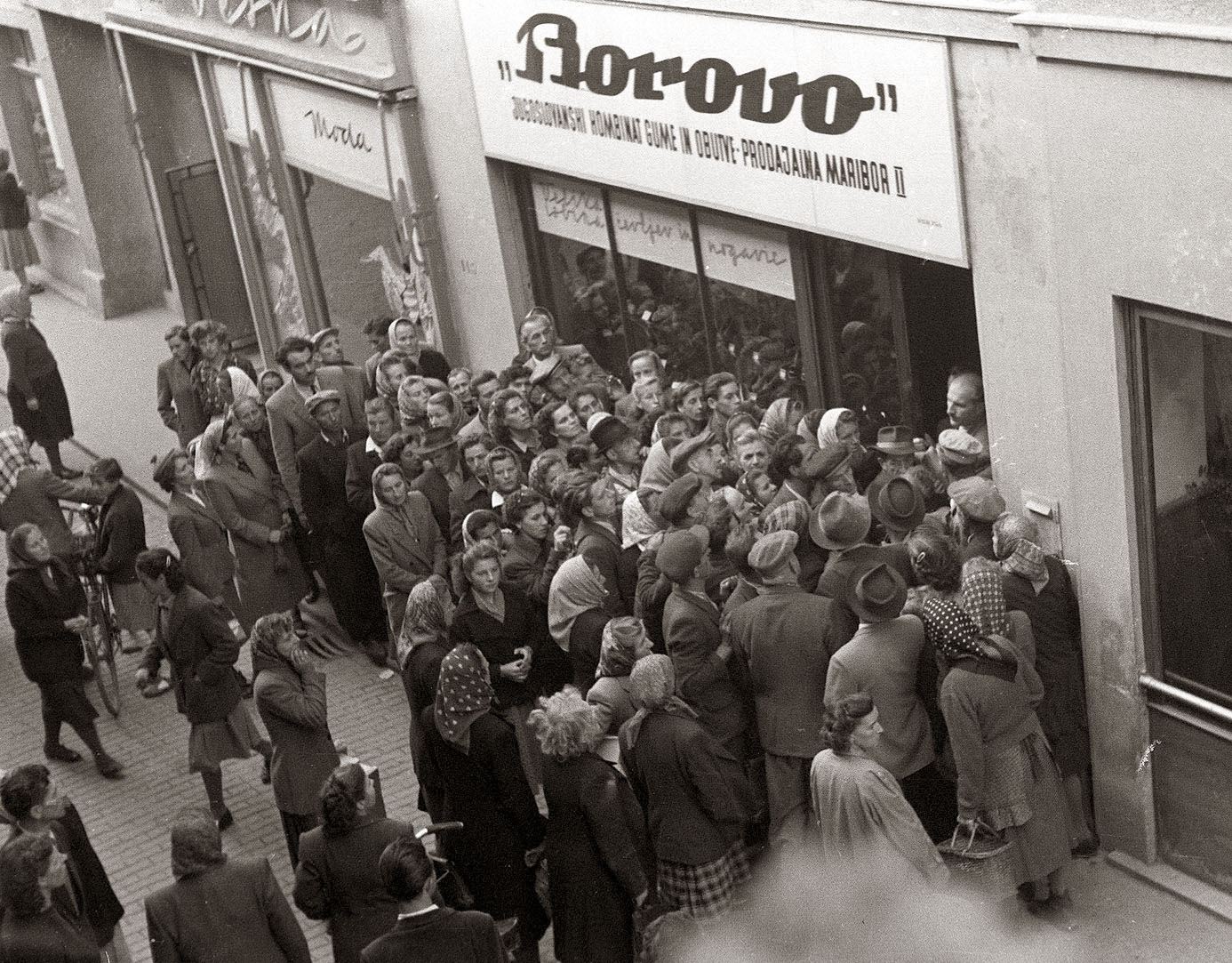
Borovo-Geschäft in Maribor, 1955

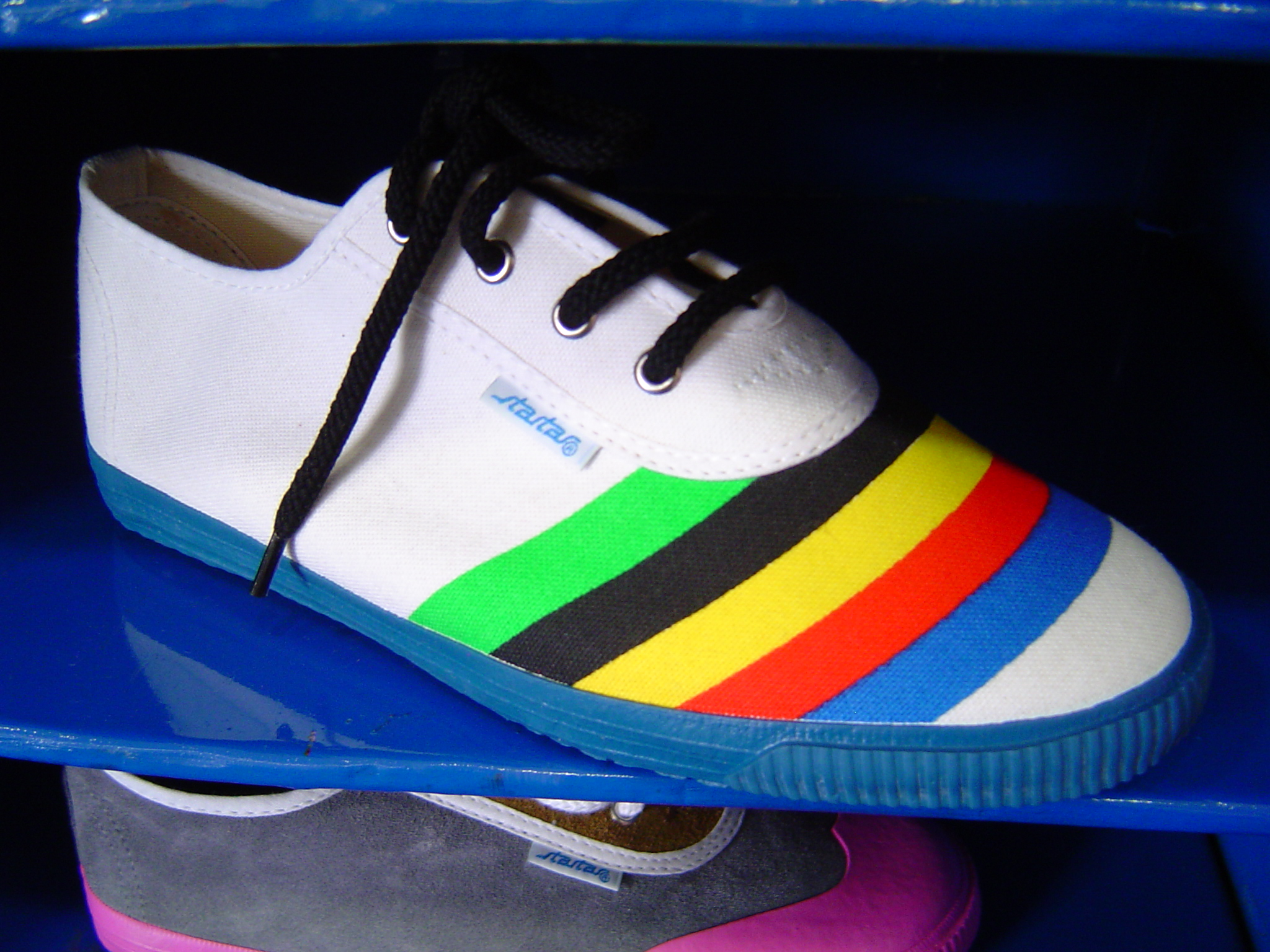
Turnschuh Startas von Borovo, 2009

Borovo ist ein kroatisches Unternehmen mit Sitz in Vukovar, das Schuhe, Autoreifen und Gummi herstellt und vertreibt. Es betreibt 77 Ladengeschäfte in Kroatien und produziert für den Großhandel sowie den Export.

## Geschichte

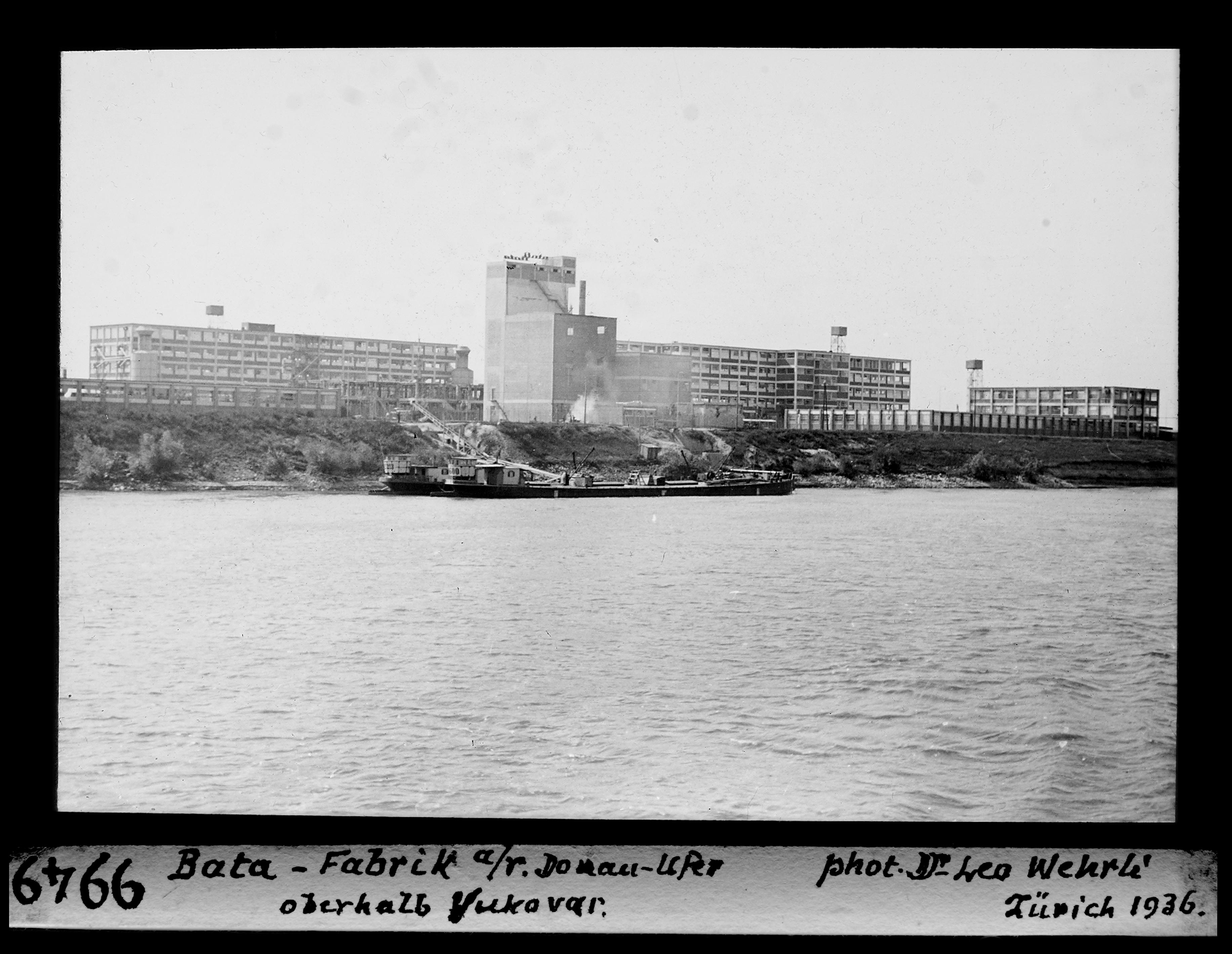
Bata-Fabrik in Borovo im Aufbau, 1936

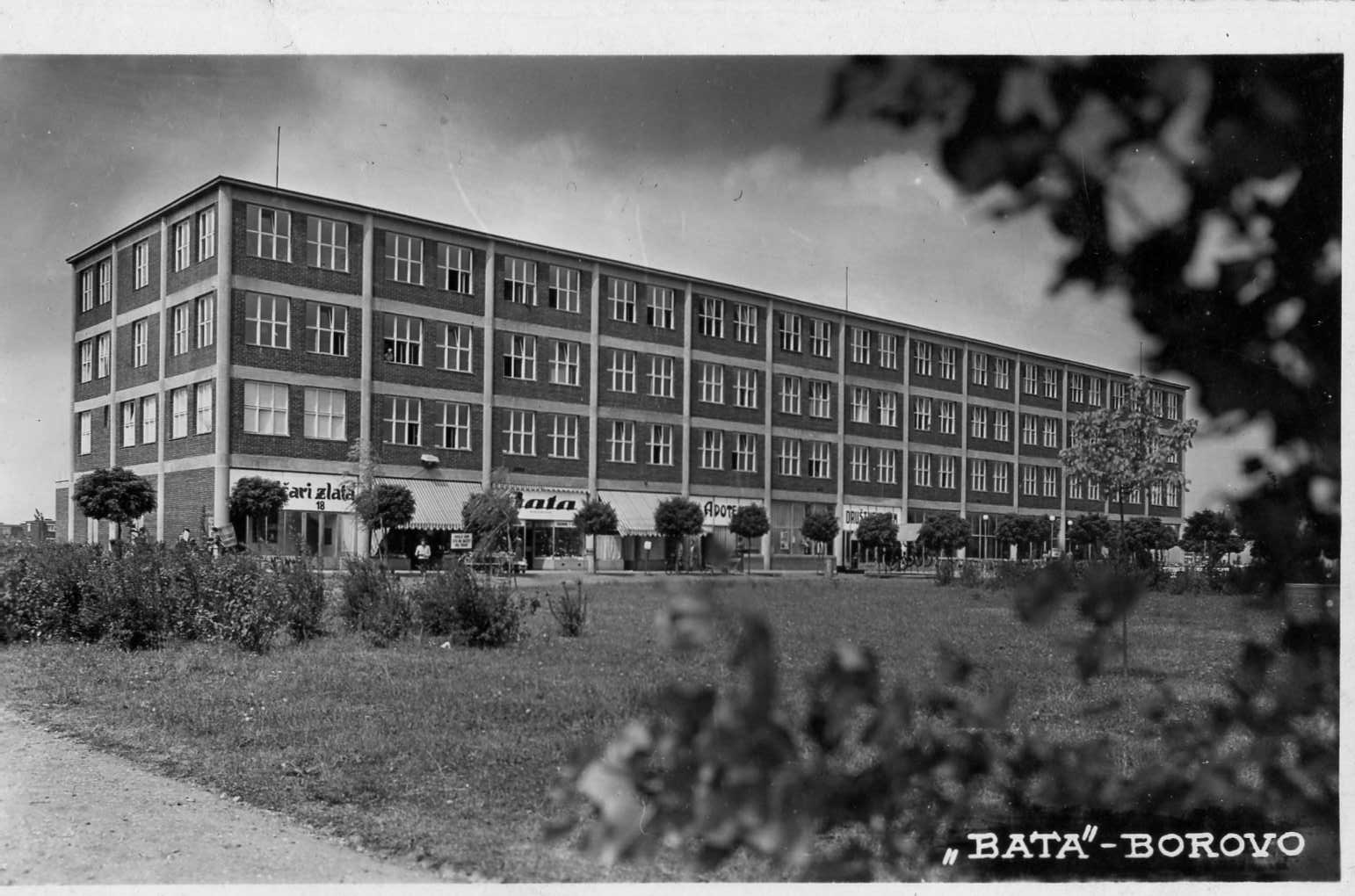
Hotel und Geschäftshaus in Bata-ville, erbaut von Vladimír Karfík 1941

Der Gründung von Borovo ging eine Handelsgesellschaft mit Sitz in Zemun voraus, die das tschechoslowakische Unternehmen Baťa 1921 im Königreich der Serben, Kroaten und Slowenen gründete. Sie wurde verwaltet vom einheimischen Geschäftsführer Toma Maksimović (1895–1958).
Maksimović vertrat Tomáš Baťa vor Ort und hatte einen erheblichen Anteil an der Gründung von Tvornika Bata – Jugoslawische Kautschuk- und Schuhfabrik dd Borovo am Stadtrand von Vukovar am 7. Juni 1931, deren Geschäftsführer er von 1933 bis 1941 war. 1933 begann Tvornika Bata zusätzlich Gummiwaren zu produzieren. Wie an anderen Produktionsstandorten auch, errichtete Baťa für die Beschäftigten nahe der Fabrik die Wohnsiedlung „Bata-ville“ mit Hotel, Flughafen, Gemeindezentrum, Geschäften, Schulen, Sport- und Unterhaltungsangeboten; aus ihr entstand Vukovars heutiger Stadtteil Borovo Naselje. Baťa gründete auch 1933 den betriebseigenen Fußballverein SK Bata, heute Drittligist HNK Borovo, und publizierte wöchentlich die Zeitungen Borovo (bis 1996), Prodavač and Izbor.
Die Zahl der Beschäftigten stieg von 510 im Jahr 1931 auf 6.290 im Jahr 1939 und eine jährliche Produktion von mehr als sieben Millionen Paar Gummi- und Lederschuhen ab 1928. Borovo erhöhte die Anzahl der eigenen Geschäfte in Jugoslawien von anfangs 88 auf 565 Läden im Jahr 1940 und exportierte nach Asien, Afrika und Amerika. 1938 begann Tvornika Bata, Autoreifen zu produzieren.
Während des Zweiten Weltkriegs stagnierte die Produktion. Mit Ausrufung des Unabhängigen Staats Kroatien 1941 wurde das Unternehmen in Hrvatska tvornica gume i obuće umbenannt, 1944 stellte die Fabrik ihren Betrieb vorübergehend ein. Nach Kriegsende wurde die Fabrik in der neu gegründeten sozialistischen Föderativen Volksrepublik Jugoslawien verstaatlicht, das Kombinat gume i obuće Borovo entstand. Unter diesem Namen war Borovo bis zum Beginn des Kroatienkrieges tätig.
1968 wurde Borosana eingeführt, ein orthopädisches Schuhmodell, das besonders gut für Tätigkeiten im Stehen geeignet sein sollte. Der auffällige Schuh mit Öffnungen an den Zehen und der Ferse wurde schon bald modisches Accessoire und später Sinnbild der Jugo-Nostalgie. 2009 wurde der Schuh von Lacoste kopiert. Die Künstlerin Irena Haiduk nutze 2017 den Borosana-Schuh für ihren Beitrag zur Documenta 14.
1976 brachte Borovo den Turnschuh Startas auf den Markt, der ebenfalls bis heute hergestellt wird.
Der Werbeslogan von Borovo lautete zu dieser Zeit: „Ne bojte se ni kiše ni blata, ako nosite kaljače Bata.“ („Habt keine Angst vor Regen oder Schlamm, solange ihr die Stiefel Bata tragt.“)
Gegen Ende der 1980er Jahre waren bei Borovo über 22.000 Menschen beschäftigt, die Jahresproduktion lag bei 23 Millionen Paar Schuhen, über 580.000 Autoreifen und 12.500 technischen Gummiwaren. Neben dem Hauptwerk gab es Produktionsstätten in den benachbarten Orten Sombor (ab 1966), Donji Miholjac und Lovas. Als ihre Löhne aufgrund einer tiefen Wirtschaftskrise nicht mehr ausgezahlt wurden, traten im Sommer 1988 die Angestellten von Borovo wie in zahlreichen anderen jugoslawischen Städten in den Streik.
Im Mai 1991 kam es im nahegelegenen Ort Borovo Selo zum Scharmützel von Borovo Selo. In der nachfolgenden Schlacht um Vukovar wurde die örtliche Fabrik zerstört und es kam zum Massaker von Borovo naselje. Borovo stellte zu dieser Zeit seine Produktion ein. Von 1992 bis 1997 wurde Borovo von Zagreb aus geleitet, die Produktion fand in Donji Miholjac statt. 1994 wurde die Borovo-Aktiengesellschaft gegründet, Mehrheitseigner mit 99 Prozent wurde der kroatische Privatisierungsfonds. 1998 kehrte Borovo nach Vukovar zurück und nahm die Produktion von Schuhen und Gummiwaren am Hauptstandort wieder auf. Die jährliche Produktion liegt 2021 bei bis zu einer Million Schuhpaaren im Jahr.

## Gegenwart
Die heutigen Geschäftsbereiche von Borovo sind:
- Herstellung von Leder- und Gummischuhen
- Herstellung von Autoreifen
- Herstellung von Gummi und technischen Waren
- Herstellung der Maschinerie
- Großhandel
- Kleinhandel
- Handel im Ausland
- Konstruktion
- Transport

## Bekannte Arbeiter
- Blago Zadro (1944–1991), Schuster und örtlicher kroatischer Kommandant in der Schlacht um Vukovar